# ハンスフォード郡 (テキサス州)
ハンスフォード郡（ハンスフォードぐん、英: Hansford County）は、アメリカ合衆国テキサス州の北部に位置する郡である。2010年国勢調査での人口は5,613人であり、2000年の5,369人から4.5%増加した。郡庁所在地はスペアマン市（人口3,368人）であり、同郡で人口最大の都市でもある。郡名はテキサス州議会議員で判事を務めたジョン・M・ハンスフォードに因んで名付けられた。ハンスフォード郡州内に30ある禁酒郡（ドライ）の1つである。

## 歴史

### インディアン
アンテロープクリーク・インディアン文化の人工物が南のハッチンソン郡カナディアン・バレーで豊富に出土している。考古学者達は火打石を成形するための石切り場として使われた地域で、広さ1,300エーカー (5.3 km2) のアリバテス・フリントを発見してきた。遊牧型平原アパッチ族もこの地域で宿営しており、コマンチ族、アラパホ族、カイオワ族、シャイアン族も同様だった。
1873年、イギリス人ジェイムズ・ハミルトン・ケイターとアーサー・J・L・ケイターの兄弟が、その父である海軍士官ジョン・バーティー・ケイター大佐から、カンザス州に経済価値の探求のために派遣された。この兄弟はバッファローの猟師として天職を見つけ、ノース・パロ・デュロ・クリーク沿いに基地を造った。彼らはこの基地をズールーと名付け、それが間もなくスールー・ストッケードと呼ばれるようになった。
バッファローが絶滅近くなったこともあってインディアンと開拓者の間に打ち続く紛争が生じた。1874年に隣のハッチンソン郡で第二次アドベ・ウォールの戦いが起こり、1874年から1875年のレッド川戦争に繋がった。バッファロー猟師の一群がアドベ砦の修復を試みた。コマンチ族、シャイアン族、アラパホ族、カイオワ族が砦とバーッファローの壊滅状態を自分達の存続の危機と見なした。コマンチ族の薬師イサ・タイが、戦闘における勝利と白人の弾丸の無効性を予言した。クアナ・パーカーが数百名の戦士を率いて砦を襲撃した。バッファロー猟師達はインディアンを撤退させることができた。レッド川戦争はアメリカ陸軍がテキサスのインディアンを居留地に強制移住させるための作戦であり、その地域を白人開拓者に開放するためだった。

### ハンスフォード郡の設立と成長
テキサス州議会が1876年にヤング郡とベア郡からハンスフォード郡を設立した。ハンスフォード郡は1889年に組織化された。ハンスフォードの町が郡庁所在地になった。
郡の初期には広大な牧場が隣接する郡にまで広がっていた。1890年までにわずか23の牧場が運営されているだけだった。1876年11月、カンザス州のトマス・シャーマン・バグビーがクォーター・サークル・T牧場を設立した。1878年には、アドベウォールズの地でウィリアム・E・アンダーソンがシザーズ牧場を開いた。この牧場は鋏に似ていたのでそう名付けられた。コロラド州のリチャード・E・マクナルティがテキサスに移住してターキートラック牧場を始め、1881年にチャールズ・ウッドとジャック・スナイダーに売却した。スコットランド生れのジェイムズ・M・コバーンがハンスフォード土地牛会社を設立した。クォーター・サークル・T牧場とシザーズ牧場は1882年にコバーンに売却された。コバーンは1883年にターキートラック牧場を取得した。
1887年、ハンスフォードは昔のタスコサ・ドッジシティ・トレイルを走る駅馬車の停車場になった.。
1909年、アンダース・L・モートが郡の北部、オスロと呼ばれた田舎町の周辺の開拓のためにノルウェー人農夫を連れて来始めた。
1920年までに221の農園と牧場が設立されていた。この年、ノーステキサス・アンド・サンタフェ鉄道がスペアマンに乗り入れた。1929年にはスペアマンの町が郡庁所在地になった。シカゴ・ロックアイランド・アンド・ガルフ鉄道が1920年代に南のグルーバーまで線を延ばし、この町は郡内で2番目に大きな町になった。1931年、サンタフェ鉄道がロックアイランド鉄道と接続し、モースに伸びた。
ハンスフォード郡は1920年代から1940年代にかけて高規格道路と農道で結ばれ始めた。1937年には郡内で石油が発見された。1937年から1974年末までに、38,279,469 バーレル(6,085,949.2 m3) の石油が汲み上げられた。1980年代までにハンスフォード郡は農業、石油および交通に基づく多様な経済となった。

## 地理
アメリカ合衆国国勢調査局に拠れば、郡域全面積は920平方マイル (2,382.8 km2)であり、このうち陸地919平方マイル (2,380.2 km2)、水域は1平方マイル (2.6 km2)で水域率は0.07%である。

### 主要高規格道路
- テキサス州道15号線
- テキサス州道51号線
- テキサス州道136号線
- テキサス州道207号線

### 隣接する郡
- テキサス郡 (オクラホマ州) - 北
- オチルツリー郡 - 東
- ロバーツ郡 - 南東
- ハッチンソン郡 - 南
- シャーマン郡 - 西

## 人口動態
以下は2000年の国勢調査による人口統計データである。
| 基礎データ - 人口: 5,369人 - 世帯数: 2,005 世帯 - 家族数: 1,489 家族 - 人口密度: 2人/km2（6人/mi2） - 住居数: 2,329軒 - 住居密度: 1軒/km2（2軒/mi2） 人種別人口構成 - 白人: 79.88% - アフリカン・アメリカン: 0.04% - ネイティブ・アメリカン: 0.75% - アジア人: 0.22% - その他の人種: 17.47% - 混血: 1.64% - ヒスパニック・ラテン系: 31.48% 年齢別人口構成 - 18歳未満: 29.3% - 18-24歳: 6.8% - 25-44歳: 26.3% - 45-64歳: 22.3% - 65歳以上: 15.1% - 年齢の中央値: 36歳 - 性比（女性100人あたり男性の人口） - 総人口: 96.5 - 18歳以上: 96.4 | 世帯と家族（対世帯数） - 18歳未満の子供がいる: 36.9% - 結婚・同居している夫婦: 65.0% - 未婚・離婚・死別女性が世帯主: 5.9% - 非家族世帯: 25.7% - 単身世帯: 24.0% - 65歳以上の老人1人暮らし: 12.4% - 平均構成人数 - 世帯: 2.63人 - 家族: 3.14人 収入と家計 - 収入の中央値 - 世帯: 35,438米ドル - 家族: 40,281米ドル - 性別 - 男性: 20,2022米ドル - 女性: 17,668米ドル - 人口1人あたり収入: 17,408米ドル - 貧困線以下 - 対人口: 16.4% - 対家族数: 12.0% - 18歳未満: 22.6% - 65歳以上: 15.0% |

## 都市と町
- グルーバー
- モース
- スペアマン - 郡庁所在地